# Psikyo SH2
Le Psikyo SH2 est un système d'arcade conçu par la société japonaise Psikyo en 1997,,.

## Description
Le Psikyo SH2 est la seconde génération de système d'arcade, au format JAMMA, créé et utilisé par la société Psikyo. Ce système va connaitre 3 stades d’évolution mineurs ; les premiers jeux tournent sur la première révision nommée PS3-V1, puis apparaît la PS5 avec des différences au niveau de la mémoire vive, et enfin la PS5V2, utilisé par Dragon Blaze, Tetris ou Gunbarih, qui change physiquement mais qui reste techniquement identique à la révision précédente.

## Spécifications techniques

### Processeur
- Processeur central : Hitachi SH-2 cadencé à 28,636 350 MHz

### Audio
- Puce audio : YMF278B (OPL4) cadencé à 28,636 350 MHz

## Liste des jeux
- Strikers 1945 II (1997)
- Taisen Hot Gimmick (1997)
- Sol Divide (1997)
- Daraku Tenshi : The Fallen Angels (1998)
- Gunbird 2 (1998)
- Taisen Hot Gimmick Kairakuten (1998)
- Space Bomber (1998)
- Strikers 1945 III / Strikers 1999 (1999)
- Taisen Hot Gimmick 3 Digital Surfing (1999)
- Dragon Blaze (2000)
- Lode Runner: The Dig Fight (2000)
- Quiz de Idol! Hot Debut (2000)
- Taisen Hot Gimmick 4 Ever (2000)
- Tetris The Absolute: The Grand Master 2 (2000)
- Tetris The Absolute: The Grand Master 2 Plus (2000)
- GunBarich (2001)
- Taisen Hot Gimmick Integral (2001)
- Mahjong G-Taste (2002)